# Bunkós agancsgomba
A bunkós agancsgomba (Xylaria polymorpha) a tömlősgombák (Ascomycota) törzsében, a Sordariomycetes renden belül az agancsgombák (Xylaria) nemzetségébe tartozó gombafaj. Ez a gomba Magyarországon gyakran előfordul, de emberi fogyasztásra nem használható.

## Jellemzői
Termőtestpárnája szabálytalan alakú 4-10 centiméter magas ujjvastagságú bunkó vagy orsó formájú. Angol elnevezése a dead man's fingers (halott ember ujjai), jól kifejezi mire hasonlít. Az alja többé-kevésbé elvékonyodik és gyakran több össze is nőhet. Felülete ráncos, érdes, kívül feketés, belül fehér színnel. A spóratermő aszkuszok a termőtest húsába ágyazottak. A spórái ősszel képződnek és a pora fekete színű.
Emberi fogyasztásra kemény faszerű húsa miatt nem használható, de a hagyományos indiai orvoslás az őrölt gombaport egyenlő arányban cukorral keverve, szülés után az édesanya tejtermelésének serkentésére ajánlja.

## Előfordulása
Széles körben elterjedt, megtalálható az északi mérsékelt övben, a szubtrópusokig. Magyarországon gyakran előforduló gomba. Egész évben főleg a bükk, és a tölgyerdőkben az elhalt lombosfák ágain, tuskóin és gyökerein a földközelben található meg.

## Hasonló fajok
Könnyen összetéveszthető a karcsúbb formájú nyeles agancsgombával (Xylaria longipes).

## Galéria

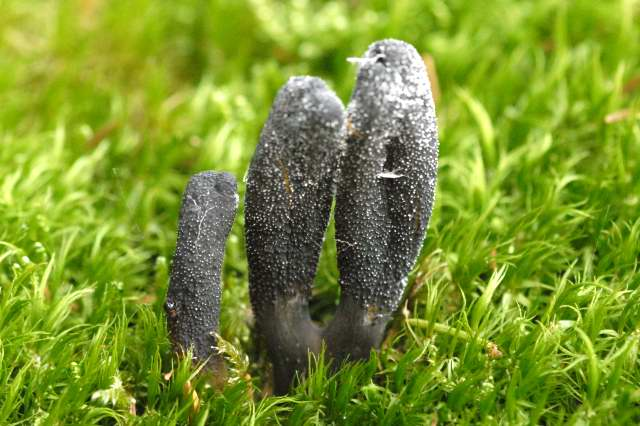
Bunkós agancsgomba Belgiumból
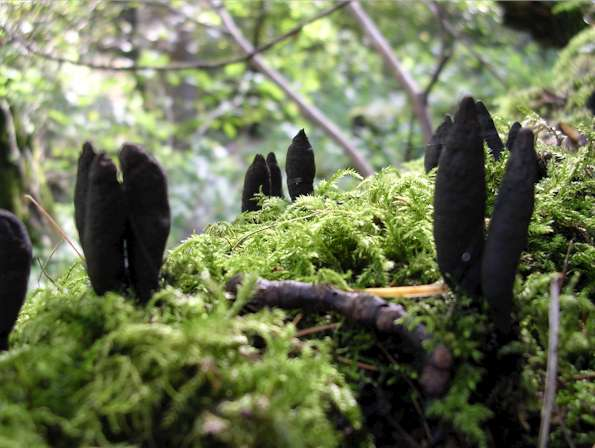
Földközeli korhadt részen lévő telep
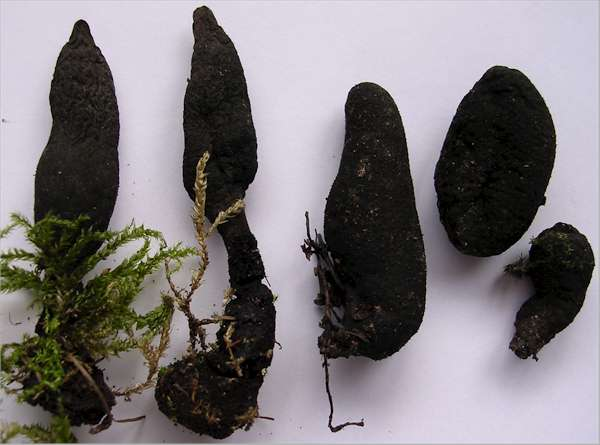
Bunkós agancsgomba nézete